# Tajemnice gabinetowe
Tajemnice gabinetowe: operetka w jednym akcie – operetka obyczajowa z muzyką Franciszka Koniora i librettem Cyryla Danielewskiego.

## Osoby
- Rudolf
- Anatol
- Aglaja, żona Anatola
- Kazimierz, książkowy
- Zosia, narzeczona Kazimierza.

## Streszczenie
Akcja operetki rozgrywa się w przedsionku pierwszorzędnej restauracji. Bogaty przedsiębiorca Anatol zamierza zjeść w niej obiad we dwoje z narzeczoną swojego buchaltera. Równocześnie jego żona - Aglaja, zamierza zjeść taki sam obiad z owym buchalterem. Każdy rezerwuje oddzielny gabinet, jednak Anatol i Kazimierz przypadkowo spotykają się wołając kelnera. Natychmiast wracają do swoich gabinetów, ale obydwu korci myśl zobaczenia, kto jeszcze przebywa w gabinetach. Kelner Rudolf przebiera ich za garsonów i karze Anatolowi zanieść obiad do gabinetu Kazimierza, a Kazimierzowi do gabinetu Anatola. Tymczasem Aglaja i Zosia niecierpliwią się i wychodzą sprawdzić gdzie podziewają się ich amanci. Wracając mylą gabinety, dlatego Anatol zaniósłszy zupę do gabinetu Kazimierza zastaje w nim Zosię, a Kazimierz zaniósłszy zupę do pokoju Anatola zastaje Aglaję. Muszą teraz poprawić swoje przebranie. Aglaja i Zosia zauważają, że pomyliły gabinety i wracają do właściwych. Anatol i Kazimierz poprawiwszy swój strój i uważając, że poprzednim razem pomylili gabinety zanoszą teraz jedzenie na odwrót - Anatol do swojego pokoju, a Kazimierz do swojego. Jednak i tym razem zastają w nich swoje partnerki. Zdziwieni wracają do kuchni po kolejne danie. Tymczasem zniecierpliwione kobiety wychodzą z gabinetów i opowiadają sobie wzajemnie, dlaczego się tu znalazły. Aglaja z przerażeniem dowiaduje się, że jej mąż jest tu z Zosią, a Zosia, że jej narzeczony jest tu z Aglają. Dochodzi pomiędzy nimi do bójki, którą przerywa Rudolf. Wysłuchuje cierpliwie obu pań i nagle odkrywa, że Zosia jest jego nieślubną córką. Wkrótce nadchodzą Anatol i Kazimierz. Rozpoczyna się wielka awantura. Jednak wkrótce wszyscy się godzą, a Rudolf obiecuje wyposażyć Zosię.